# Sipunculidae
Ordre
Famille
Synonymes
- Anoteroprocta Diesing, 1851[2]
- Eusipunculidea Diesing, 1859[2]
- Siphunculidae Gray, 1828[2]
- Sipunculacea Rafinesque, 1814[2]
- Sipunculea Rafinesque, 1814[2]

Les Sipunculidae sont une famille de vers marins siponculiens. C'est la seule famille de l'ordre des Sipunculiformes.

## Liste des genres
Selon World Register of Marine Species (29 juin 2020) :
- genre Phascolopsis (Fisher, 1950)
- genre Siphonomecus (Fisher, 1947)
- genre Siphonosoma (Spengel, 1912)
- genre Sipunculus (Linnaeus, 1766)
- genre Xenosiphon (Fisher, 1947)